# Karol G
Carolina Giraldo Navarro (Medellín, 14 de febrer de 1991), més coneguda pel seu nom artístic Karol G, és una cantant colombiana de reggaeton i trap. El 2012, amb la cançó «301» juntament amb el cantant Reykon, es va posicionar en el top de diverses estacions de ràdio i canals de televisió, i li va permetre fer concerts en indrets com Aruba, Colòmbia, Equador i els Estats Units. Va obtenir un major reconeixement en 2013, quan va presentar la cançó «Amor de dos» juntament amb Nicky Jam. L'any 2016, després de produir diversos senzills, va signar un contracte amb la discogràfica Universal Music Latin Entertainment, fet que va suposar un ascens en la seva carrera.
A inicis de 2017, va llançar el senzill «Ahora me llama» juntament amb Bad Bunny, que ràpidament es va convertir en un hit. Mesos més tard, va realitzar un remix juntament amb Quavo, que li va donar a la cantant el seu primer ingrés al top 10 de la llista Hot Latin Songs de Billboard. El 27 d'octubre de 2017, va llançar el seu àlbum debut Unstoppable. L'àlbum va obtenir el lloc dos del Top Latin Albums. Entre el 2018 i el 2019 ha presentat diferents cançons juntament amb la seva parella, l'Anuel AA.